# Mercedes-Benz F800 Style
Mercedes Benz F800 Style – nowa propozycja luksusowego sedana dla pięciu osób, łączącego bardzo wydajne technologie napędowe (Plug-In Hybrid lub ogniwo paliwowe) z dużym poziomem bezpieczeństwa i sportowym designem.
Napęd Plug-In Hybrid i ogniwo paliwowe mają kompaktowe wymiary i wygodnie mieszczą się pod maską F800 Style o długości 4,75 m, nie uszczuplając przy tym w żaden sposób przestrzeni dla pasażerów.
Na napęd hybrydowy składa się jednostka benzynowa V6 o mocy 300 KM, z wtryskiem bezpośrednim nowej generacji i moduł hybrydowy o mocy 109 KM – co pozwala kierowcy dysponować ogólną mocą 409 KM. Baterię litowo-jonowa można ładować albo w specjalnej stacji, albo podłączając ją do zwykłego domowego gniazdka elektrycznego. Pojazd w ruchu miejskim może całkowicie polegać na napędzie elektrycznym (przejeżdżając dystans do 30 km) i nie emituje wtedy żadnych zanieczyszczeń. Jest to więc kolejny ważny krok do stworzenia rynkowej wersji Mercedesa z napędem Plug-In Hybrid. Dzięki wydajnemu napędowi F800 Style zużywa zaledwie 2,9 l benzyny na 100 km i emituje 68 g CO2/km, a jednocześnie przyspiesza od 0 do 100 km/h w 4,8 sekundy i osiąga prędkość maksymalną 250 km/h. W trybie napędu czysto elektrycznego prędkość maksymalna wynosi 120 km/h.
Moduł elektryczny w F800 Style został całkowicie zintegrowany z obudową siedmiobiegowej przekładni 7G-TRONIC. Bateria litowo-jonowa umieszczona została pod tylną kanapą, gdzie zajmuje niewiele miejsca, przyczynia się do obniżenia środka ciężkości i zapewnia maksymalne bezpieczeństwo w przypadku zderzenia.
F 800 Style oferuje również wariant wyposażony w napęd elektryczny oparty na technologii ogniw paliwowych. Silnik elektryczny posiada moc około 136 KM i dysponuje maksymalnym momentem obrotowym 290 Nm. Ogniwo paliwowe działa na zasadzie chemicznej reakcji między wodorem a tlenem, jedynym produktem ubocznym w tym przypadku jest para wodna. Komponenty tego napędu pochodzą z kilku modułów e-drive, które Mercedes-Benz stworzył na potrzeby swoich pojazdów elektrycznych. W przypadku pojazdu badawczego ogniwo paliwowe umieszczono z przodu, a kompaktowy silnik elektryczny w pobliżu tylnej osi. Bateria litowo-jonowa ulokowana jest za tylną kanapą i tak jak cztery zbiorniki na wodór jest specjalnie zabezpieczona przed skutkami zderzenia.
W F800 Style zastosowano także najnowszą odsłonę systemu DISTRONIC PLUS, oceniającego odległość, w jakiej inne pojazdy znajdują się od samochodu i dostosowującego prędkość do tych warunków – teraz potrafi on także podążać za pojazdem poprzedzającym F800 Style na zakrętach. System rozpoznaje różnicę między jazdą po krętych drogach a skręcaniem, co oznacza, że nie podąża „na ślepo” za samochodem znajdującym się z przodu F800 Style, gdy ten na przykład zmienia pas, by opuścić autostradę.
Innowacyjny system bezpieczeństwa PRE-SAFE 360° zwiększa poziom bezpieczeństwa pasywnego, monitorując także otoczenia za tyłem samochodu i aktywizując hamulce na około 600 milisekund wcześniej, niż ma nastąpić przewidywana kolizja tyłu F800 Style z innym pojazdem.
Rozwiązaniem bardzo przyjaznym dla pasażerów są tylne drzwi przesuwane do tyłu w celu otwarcia (przednie drzwi są połączone ze słupkiem A i otwierają się standardowo), co ułatwia wsiadanie i wysiadanie np. na gęsto zastawionym samochodami parkingu.